# 266. Infanterie-Division (Wehrmacht)
Die 266. Infanteriedivision  war eine deutsche Infanteriedivision im Zweiten Weltkrieg. Die Division wurde am 20. Mai 1943 auf dem Truppenübungsplatz Münsingen aufgestellt und war danach in Frankreich stationiert. Im Sommer 1944 war sie in Kämpfe gegen westalliierte Truppen in Frankreich verwickelt und ist bei Saint-Malo im Juli 1944 vernichtet worden. 